# Statua del Redentore di Nuoro

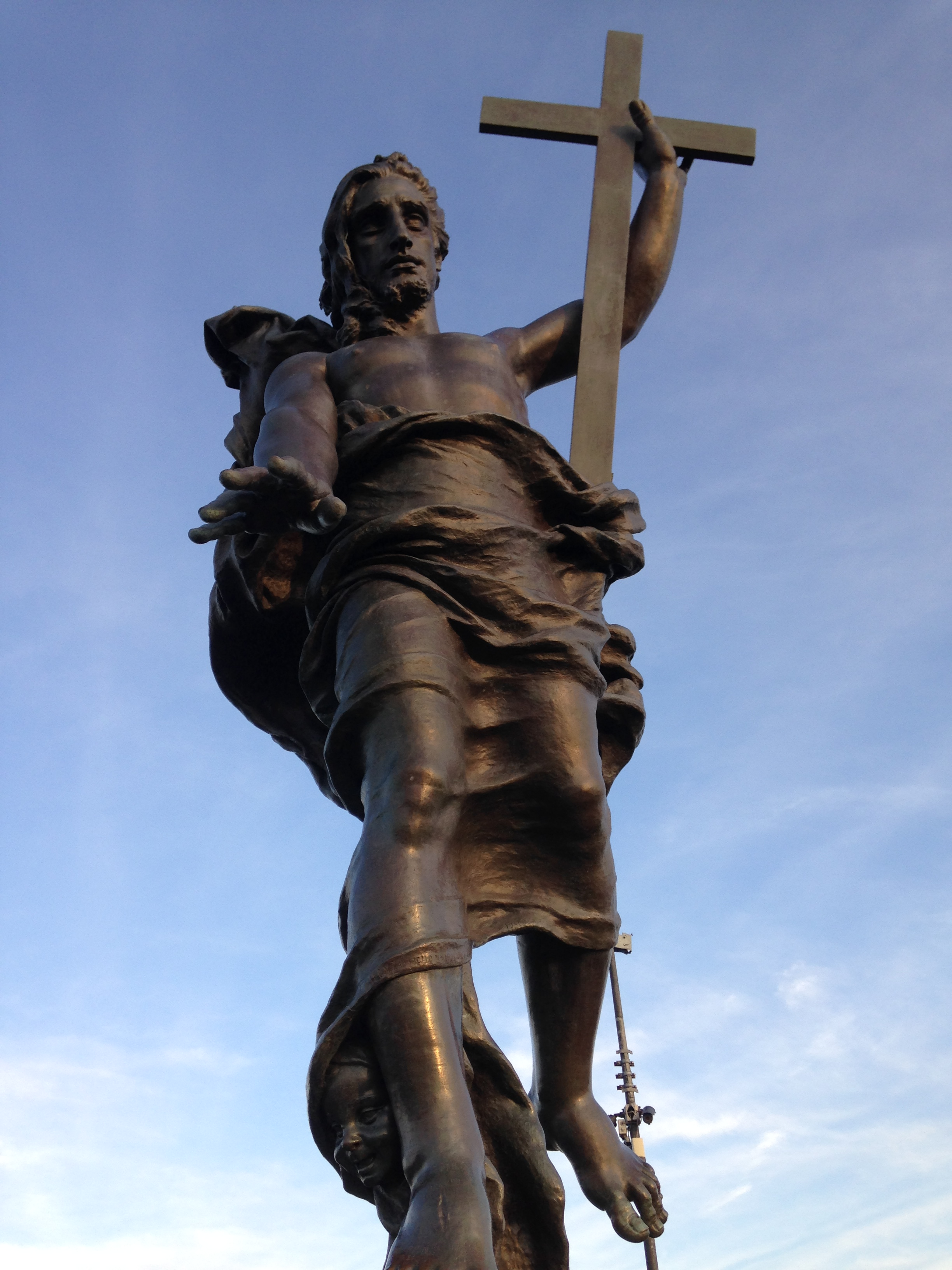
Statua del Redentore di Nuoro

Die Statua del Redentore di Nuoro oder die Statue des Erlösers aus Bronze befindet sich 7 km von der Provinzhauptstadt Sardiniens Nuoro entfernt auf dem Monte Ortobene. Geschaffen wurde sie von Vincenzo Jerace (1862–1947). Das 1900/1901 entstandene Werk ist zwei Tonnen schwer und 7 Meter hoch stehend auf einer Plattform. Hintergrund war ein Aufruf des Papstes Leo XIII. anlässlich des Heiligen Jahres 1900 an alle 19 italienischen Regionen, auf einem Berg eine Jesusstatue zu errichten. Die durch Spenden und eine Lotterie finanzierte Statue wurde in Neapel gegossen, in drei Teile geteilt, per Schiff nach Cagliari, anschließend mit dem Zug nach Nuoro und mit Ochsenkarren auf den Berg gebracht. An der Einweihungsfeier nahm der Bildhauer nicht teil, da seine Frau während der Schaffung der Statue verstorben war. Er gravierte ihr zum Gedenken in die auf die Stadt weisende Handfläche den Satz: „An Luisa Jerace, gestorben während ihr Vincenzo sie schuf“. Zum Ende des Zweiten Weltkriegs wurde die Statue von einem deutschen Soldaten beschossen und wies drei Löcher auf, die einige Jahre später wieder gefüllt wurden.
Die Statue ist Ziel der Wallfahrt beim Festa Redentore (Erlöserfest) Ende August.

## Beschreibung
Die Statue ist in jeder Hinsicht ungewöhnlich. Die Figur steht nicht auf den Beinen, sondern sie schwebt geradezu. Die Verbindung des Körpers mit der Plattform wird über das Gewand, das die Funktion einer Säule hat, hergestellt. Unter dem Gewand schaut ein kleiner Kinderkopf hervor. Dieser ist nicht ängstlich, sondern strahlt Geborgenheit und Zuversicht aus. Im Grunde geht es um die Botschaft, dass der Tod nicht das letzte Wort hat. Bemerkenswert ist auch das Kreuz. Christus ist nicht gekreuzigt dargestellt, sondern das Kreuz wird von ihm gehalten als ein Siegeszeichen. Christus selbst ist nicht leidend dargestellt. Er trägt weder Dornenkrone noch Heiligenschein.
Auf dem Sockel ist eine 2016 durch Papst Franziskus enthüllte Bronzetafel mit einer lateinischen Inschrift angebracht. 
Da der Zeh der Erlöserstatue regelmäßig berührt wird, ist er goldfarben.